# Dobřív
Dobřív (m. rod, tedy: v Dobřívě, do Dobříva, německy Dobschiw) je obec v okrese Rokycany, kraj Plzeňský. Leží při říčce Klabava sedm kilometrů jihovýchodně od Rokycan. Žije zde přibližně 1 400 obyvatel. Obec sousedí a částečně i leží v CHKO Brdy.

## Název
Název obce zněl původně zřejmě Dobřějov (od osobního jména Dobřej) a znamenal tedy „Dobřejův“ (dvůr).
V letech 1869–1880 nesla název Dobřev, v roce 1890 Dobřiv, od roku 1900 se nazývá Dobřív.

## Historie
První písemná zmínka o vesnici Dobřív (Dobrziew) se vyskytuje v listině z roku 1325, jíž král Jan Lucemburský daroval několik „vesnic v Plzeňském kraji, toho času pustých“ (vilas sitas in Pilsnensi provincia nunc desertas), totiž Dobřív, Hrádek a Kuškov (dnes zaniklý) Petrovi z Rožmberka. Z uvedené zmínky zároveň vyplývá, že Dobřív musel existovat již nějakou dobu před tímto datem. V rožmberském majetku zachycuje Dobřív (villa Dobrziewo) i tzv. Rožmberský urbář z roku 1379. Roku 1431 prodal Oldřich z Rožmberka strašické panství i s Dobřívem králi Zikmundovi. Od 15. století byla obec známá hlavně železářskou výrobou. Z ní se dodnes zachoval vodní hamr, který je zdejší nejvýznamnější památkou a dodával během druhé světové války díly na bitevní lopatky.[zdroj?] Další pamětihodností je starodávný most tzv. švédský se sochou sv. Barbory z roku 1791, poblíž stojí plastika Jana Nepomuckého z roku 1762.
Místní Starou hospodu rád navštěvoval známý herec Národního divadla Jindřich Mošna. V 50. letech 20. století bylo k Dobřívu připojeno Pavlovsko. V souvislosti se zánikem vojenského újezdu Brdy bylo k 1. lednu 2016 k obci připojeno katastrální území Dobřív v Brdech, které vzniklo k 10. únoru 2014. Toto území má rozlohu 15,001 km² a nebyli zde evidováni žádní obyvatelé ani budovy.

## Obyvatelstvo
| Rok            | 1869  | 1880  | 1890  | 1900  | 1910  | 1921  | 1930  | 1950  | 1961  | 1970  | 1980 | 1991  | 2001  | 2011  | 2021  |
| -------------- | ----- | ----- | ----- | ----- | ----- | ----- | ----- | ----- | ----- | ----- | ---- | ----- | ----- | ----- | ----- |
| Počet obyvatel | 1 255 | 1 410 | 1 442 | 1 531 | 1 317 | 1 364 | 1 317 | 1 537 | 1 508 | 1 159 | 999  | 1 007 | 1 063 | 1 226 | 1 297 |
| Počet domů     | 110   | 128   | 140   | 163   | 166   | 160   | 213   | 329   | 349   | 310   | 311  | 390   | 434   | 483   | 528   |

## Obecní správa

### Části obce
Obec sestává ze dvou částí a jim odpovídajících katastrálních území. První představuje větší vesnice Dobřív (k. ú. Dobřív o rozloze 5,58 km²; 360 domů a 903 obyvatel podle sčítání lidu 2001), rozložená podél Klabavy. K této náleží také samota Melmatěj, která se nachází proti proudu asi 3 km vsv. Dále od 1. ledna 2016 patří k obci a této její části i katastrální území Dobřív v Brdech o rozloze 15 km² vyčleněné ze zrušeného vojenského újezdu Brdy.
Druhou částí je menší vesnice Pavlovsko (k. ú. Pavlovsko o rozloze 6,57 km²; 74 domů a 160 obyvatel podle sčítání lidu 2001), necelé 2 km západně od Dobříva. Katastrální území Pavlovska vytváří v rámci obce poněkud bizarní výběžek k severu, jehož převážnou část zaujímá zalesněný masív hory Žďár (629 m), tyčící se zhruba 3 km severozápadně od Dobříva. Pod Pavlovsko spadá také samota Pod Žďárem na severozápadním úpatí tohoto kopce.

### Obecní symboly
Znak a vlajka byly obci uděleny rozhodnutím předsedy Poslanecké sněmovny Parlamentu České republiky dne 27. června 2001.

## Pamětihodnosti
- Vodní hamr nad Klabavou (národní kulturní památka)
- Soubor lidových roubených staveb
- Pamětní síň Jindřicha Mošny
- Historický (tzv. Švédský) most přes Klabavu
- Zájezdní hostinec
- Přírodní rezervace Žďár na stejnojmenném kopci (630 m n. m.) asi 3 km severozápadně, suťový porost se vzácnou květenou
- Torzo Laiblovy lípy na zahradě domu č. p. 36 na severním okraji vsi